# Natividad Almeda-Lopez
Natividad Almeda-Lopez (8 de septiembre de 1892–22 de enero de 1977) fue la primera mujer abogada de las Filipinas, siendo aceptada en el foro en el año 1913. Fue también la primera mujer que defendió a una mujer en los tribunales.
Ha sido descrita como un "modelo del movimiento feminista"

## Vida personal
Se casó con Domingo Lopez, un abogado, cuando tenía 30 años de edad y tuvieron tres hijos, Marita, Lulu y Jake. Durante la Segunda Guerra Mundial, ella y sus tres hijos fueron evacuados de Manila a la ciudad de la que procedía el esposo, Tayabas

## Carrera
Almeda-Lopez pasó los exámenes en 1913 pero debido a que era demasiado joven tuvo que esperar un año antes de unirse al colegio de abogados.
A los 26 años de edad dio un discurso en la Asamblea Legislativa Filipina en defensa de los derechos de las mujeres. En 1919 había sido contratada por el Buró de Justicia y fue promovida a fiscal ayudante de la Oficina del Fiscal General. En 1934 el presidente Manuel Quezon le proporcionó un nombramiento permanente como juez de la ciudad en los tribunales de Manila, un cargo que ella había desempeñado de forma interina durante tres años.

## Honores
Desde su muerte el gobierno de las Filipinas ha honrado su memoria de diversas formas. En 1996 le dio su nombre a una calle, Recibió tres honores presidenciales, la medalla presidencial al mérito por su liderazgo en el movimiento feminista en 1955, en 1966 se le reconoció por su labor en pro de los derechos de las mujeres y en 1968 la recibió por tercera vez.